# Michael Ende
Michael Andreas Helmuth Ende (12. listopadu 1929, Garmisch – 28. srpna 1995, Filderstadt) byl německý spisovatel fantasy a dětské literatury.

## Život

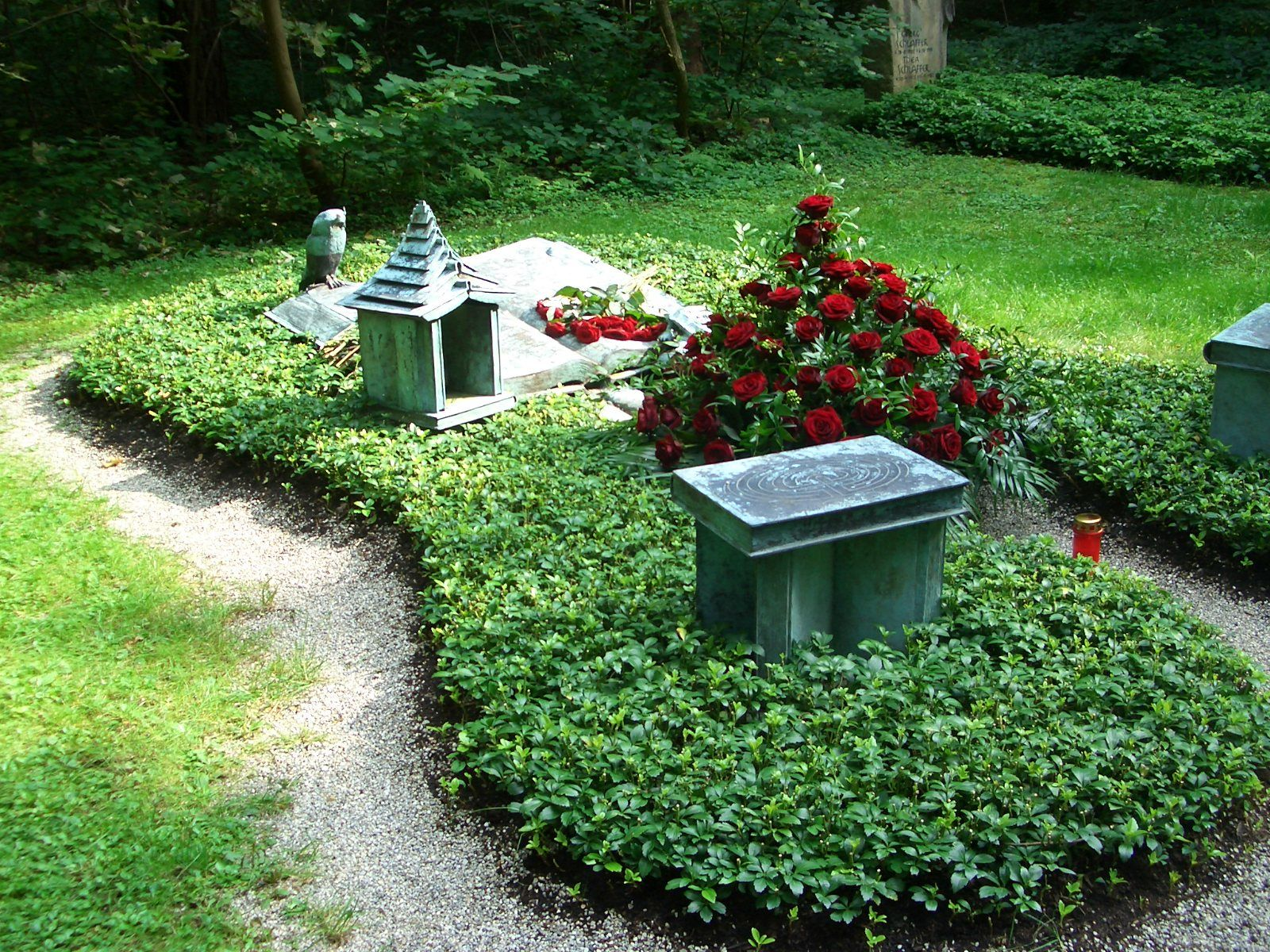
Hrob Michaela Endeho na hřbitově Waldfriedhof v Mnichově

Narodil se v městysi Garmisch (od roku 1935 je součástí města Garmisch-Partenkirchen) v Bavorsku. Jeho otec Edgar Ende byl surrealistický malíř, jeho matkou byla fyzioterapeutka Luise Ende rozená Bartholomä.
V roce 1945 byl povolán do armády, ale dezertoval a přidal se k antifašistickému odboji. Po válce studoval činoherní školu, ale nakonec se stal spisovatelem.
Zemřel ve Filderstadtu na rakovinu žaludku.

## Literární činnost
Patří k nejpopulárnějším autorům 20. století v Německu, především kvůli enormnímu úspěchu svých dětských knih. Psal ovšem i knihy pro dospělé a o svých dílech ostatně říkával, že jsou určeny „pro děti od 80 do 8 let“. Prostředí jeho knih surrealisticky kombinuje realitu a fantasii, realita díla je často zrcadlem našeho světa. Michael Ende se zabýval především pozicí člověka v technologické a konzumní společnosti a byl ovlivněn antroposofií.
Jeho nejznámějším dílem je Nekonečný příběh (Die unendliche Geschichte) o ceně vzpomínek a důležitosti fantasie. Populární knihy jsou také Děvčátko Momo a ukradený čas (Momo) vyprávějící o světě, kde „Šedí páni“ začnou lidem krást čas, a Jim Knoflík a Lukáš strojvedoucí (Jim Knopf und Lukas der Lokomotivführer).

## Dílo
- Jim Knoflík, Lukáš a lokomotiva Ema, 1997 (Jim Knopf und Lukas der Lokomotivführer, 1960).
- Děvčátko Momo a ukradený čas, 1979 (Momo, 1973). Překlad: Milada Misárková.
- Příběh, který nikdy neskončí, 1987, také jako Nekonečný příběh (Die unendliche Geschichte, 1979). Překlad: Milada Misárková, poté Eva Pátková.
- Punč přání (satanarcheolegenialkohrozný), 1993 (Der satanarchäolügenialkohöllische Wunschpunsch, 1989). Překlad: Radovan Charvát.
- Vězení svobody, 1994 (Das Gefängnis der Freiheit, 1992).
- Dlouhá pouť do Santa Cruz, 2001 (Der lange Weg nach Santa Cruz, 1992).